# Carl-George Crafoord
Carl-George "CG" Wilhelm Crafoord, född 3 september 1921 i Stockholm, död 10 juli 2006, var en svensk diplomat.

## Biografi
Crafoord var son till överste Casa Crafoord och Elsa (född Kumlin, 1899-1989). Han tog studentexamen 1940 och tjänstgjorde under sin värnplikt en period under åren 1942-1943 vid legationen i London som kryptör. Crafoord fortsatte som kryptör vid Utrikesdepartementet (UD) i Stockholm under återstoden av kriget, vid sidan av sina juridikstudier. Vid 22 års ålder sändes han 1944 till Åland som vikarierande konsul. Crafoord tog juris kandidatexamen i Stockholm 1945 och blev attaché i juni 1945 vid UD:s pressbyrå.
Crafoord tjänstgjorde i Washington, D.C. 1946, Buenos Aires 1948 och var andre sekreterare i Buenos Aires 1950. Han hade även en sejour i Santiago de Chile som medlem av Sveriges delegation till det första mötet med FN:s ekonomiska och sociala råd (ECOSOC) innan han återvände till UD 1951. Crafoord tjänstgjorde på FN-byrån på UD:s politiska avdelning och därefter med bilaterala frågor på handelsavdelningen. Han var därefter förste sekreterare vid UD 1953, i Tokyo 1955, jämväl i Seoul 1959 och var förste sekreterare vid UD 1960. Crafoord var därefter byråchef vid UD 1962, handelsråd i Bonn 1964, ambassadör i Nairobi 1968, i Prag 1973 och tjänstgjorde vid gemensamma utrikeshandelsenheterna vid UD och Handelsdepartementet 1976. Han var chef för PA-enheten vid UD 1977, var biträdande kabinettssekreterare 1978 och ambassadör i Madrid 1980-1986.
Sina kanske största insatser gjorde Crafoord under de perioder han tjänstgjorde i Stockholm på handelsområdet där han förhandlade textilbegränsningsavtal huvudsakligen år 1976. Crafoord blev med åren ivrig rotarian och var med om att grunda en Rotaryklubb i Nairobi liksom en i Stockholm. En av hans största intressen var jakt. Crafoord kom också att engagera sig djupt i fallet Karolina Johnsson, svenskan som anklagades för att ha försökt smuggla heroin från Bangkok.  Efter pensioneringen 1986 bodde han och hustrun Anne kvar en del av året i San Pedro de Alcántara, Spanien, där han under några år hade uppdrag för olika svenska företag.
Crafoord gifte sig för förste gången 1946 med Lena Haegermark, dotter till generallöjtnant Harald Hægermark och Aina Tour. Han var far till Carlitos (född 1948), Eva (född 1950), Patrik (född 1953), Cecilia (född 1957) och John (född 1960). Crafoord gifte sig för andra gången 1969 med Anne Hedlund (född 1937), dotter till advokat Knut Hedlund och Anna-Lisa Nilsson. Crafoord var bror till John Crafoord och Clarence Crafoord. Crafoord avled den 10 juli 2006 och gravsattes den 3 september 2006 i släktgraven på Åkers kyrkogård i sörmländska Åkers styckebruk.

## Utmärkelser
Crafoords utmärkelser:
- Kommendör av Nordstjärneorden, 3 december 1974.[7]

- Officer av Argentinska förtjänstorden Al Merito (OffArgAM)
- Kommender av Japanska Spegelorden eller Helgade skattens orden (KJHSO)
- Landstormens silvermedalj (LandstSM)
- Spanska civilförtjänstorden (SpCfO)[8]